# 1957
1957 (MCMLVII) fou un any començat en dimarts.

## Esdeveniments
Països Catalans

Bandera de Ghana, la primera colònia africana que aconsegueix la independència

- 21 de febrer, Barcelona: a la Universitat de Barcelona es fa la primera Assemblea Lliure d'Estudiants, reprimida per les autoritats franquistes amb diversos estudiants sancionats i detinguts.
- 24 de setembre, Barcelona: S'inaugura el Camp Nou, el nou estadi del FC Barcelona que substitui el camp de les Corts.[1]
- 14 d'octubre, València: Les abundoses pluges provoquen la Gran Riuada de València. El Túria es desborda, inundant la ciutat i causant nombroses víctimes.
- 21 de desembre: Barcelona: Obre les portes el Teatre Candilejas.[2]
- Barcelona: es funda l'Esbart Lluís Millet.[3]

Resta del món
- 6 de març: Les colònies del Regne Unit, Costa d'Or i British Togoland es converteixen en la independent República de Ghana.
- 13 de març, L'Havana, Cuba: Atac frustrat al palau presidencial per part dels revolucionaris, amb l'objectiu d'assassinar al president Fulgencio Batista.[4]
- 15 de març: Santo Domingo, República Dominicana: en el III Congrés Iberoamericà d'Educació s'hi constitueix l'Organització d'Estats Iberoamericans per a l'Educació la Ciència i la Cultura (OEI), a partir de l'Oficina d'Educació Iberoamericana.
- 25 d'abril: Tractats de Roma pels quals es crea la Comunitat Econòmica Europea (CEE) o Mercat Comú.
- 27 de juny, Espanya: s'inicia la venda del Seat 600 al preu de 71.400 pessetes.
- 31 d'agost: La Federació de Malaia (avui Malàisia) adquireix la seva independència del Regne Unit.
- 5 de setembre, Cuba: Oficials de la Marina cubana, simpatitzants del Moviment 26 de Juliol, es revolten contra la dictadura de Fulgencio Batista.[5]
- 23 de setembre, Little Rock (Arkansas), Estats Units: Enfrontaments contra manifestants negres que reclamaven l'aplicació de la llei contra la discriminació racial a les escoles.[5]
- 4 d'octubre: La Unió Soviètica llança el Spútnik 1, el primer satèl·lit artificial en donar voltes a la terra.
- 3 de novembre: La Unió Soviètica llança a l'espai el seu segon satèl·lit, el Spútnik 2, el primer que duu a bord un ser viu, la gossa Laika.
- 4 de novembre, Prefectura de Shizuoka: Yoshinori Ishigami, futbolista.
- 13 de novembre: Gordon Gould inventa el làser.
- 5 de desembre, Unió Soviètica: S'hi bota el primer vaixell trencaglaç atòmic.[5]
- 6 de desembre, Nevada, Estats Units: S'efectua la primera detonació de les proves nuclears del Projecte 58 sota l'empara del Govern dels Estats Units.

### Art i cultura
- Picasso realitza la sèrie Las Meninas.

### Premis Nobel
| Camp                  | Guardonats                       |
| --------------------- | -------------------------------- |
| Física                | - Chen Ning Yang - Tsung-Dao Lee |
| Química               | - Alexander Robertus Todd        |
| Medicina o Fisiologia | - Daniel Bovet                   |
| Literatura            | - Albert Camus                   |
| Pau                   | - Lester B. Pearson              |

## Naixements
Països Catalans
- 8 de gener
  - València: Nacho Duato, ballarí valencià.
  - Felanitx (Mallorca): Miquel Barceló Artigues, pintor mallorquí.
- 22 de gener - Terrassa (Vallès Occidental): Vicenç Villatoro, escriptor, periodista i polític català.
- 26 de gener - Berga: Neus Simon i Perayre, compositora i instrumentista de flabiol i flauta travessera berguedana.[6]
- 28 de gener - Alacant: María Moreno Ruiz, ajudant tècnica sanitària i política valenciana, ha estat regidora d'Oriola i diputada a Corts.[7]
- 29 de gener - Elda: Elia Barceló, escriptora valenciana, una de les escriptores de ciència- ficció més importants en llengua castellana.[8]
- 2 de febrer - Barcelona: Pilar Vélez Vicente, historiadora de l'art i gestora cultural, directora del Museu del Disseny de Barcelona.[9]
- 10 de febrer - Sa Pobla: Lourdes Aguiló Bennàssar, advocada i política mallorquina.[10]
- 18 de febrer - Xinzo de Limia, Ourense: Carmen Agulló, pedagoga i professora universitària experta en història de l'educació de les dones.[11]
- 6 de març - Manresa: Pilar Parcerisas i Colomer, historiadora i crítica d'art, periodista, curadora d'exposicions independent i guionista.[12]
- 9 de març - Barcelona: Manuel Soler i Alegre, pilot de trial. Va ser el primer català en guanyar una prova del campionat del món de trial el 1979 (m. 2021).[13]
- 11 de març:
  - Barcelona: Marta Gili, llicenciada en Filosofia i Ciències de l'educació, fou directora del Jeu de Paume de París.[14]
  - Terrassa: Pere Casas Torres, compositor català (n. 2022).
- 12 de març - Sant Pere Pescador, Alt Empordà, Rosa Font i Massot, escriptora catalana.[15]
- 18 de març - L'Escala: Lurdes Boix Llonch, arxivera i escriptora, directora del Museu de l'Anxova i la Sal, de l'Escala.[16]
- 19 de març - Barcelona: Clara Ponsatí i Obiols, economista catalana.[17]
- 23 de març - Barcelona: Marta Almirall i Elizalde, ballarina i coreògrafa catalana.[18]
- 24 de març - Barcelona: Sílvia Munt i Quevedo, actriu de teatre, cinema i televisió, i directora de cinema catalana.[19]
- 26 de març - Barcelona: Núria Calduch Benages, biblista catalana.[20]
- 27 de març - Badajoz: Carme García i Suárez, política catalana, regidora, diputada i directora general de Memòria Democràtica[21]
- 12 d'abril - Reus, Baix Camp: Isabel Olesti Prats, escriptora i periodista catalana.[22]
- 20 d'abril - València: Alfred Hernando Hueso, conegut com a Fredi, pilotari i empresari valencià.
- 23 d'abril - Barcelona: Jordi Martínez de Foix i Llorenç, militant independentista i socialista català, mort en manipular un explosiu
- 2 de maig - València: Carme Portaceli i Roig, directora teatral, coreògrafa, dramaaturga, professora a l'Institut del Teatre, directora del TNC.[23]
- 13 de maig - Sabadell, Vallès Occidental: Teresa Vilardell, directora d'escena, dramaturga, guionista i professora catalana.[24]
- 17 de maig - Alacant: José Joaquín Ripoll Serrano, polític valencià.
- 24 de maig - Perpinyà: Jacqueline Irles, economista i política nord-catalana, alcaldessa de Vilanova de Raò des de 2001.[25]
- 7 de juny - Meliana, Horta Nord: Toni Mollà, escriptor i filòleg valencià.
- 1 de juliol - Bunyol, Foia de Bunyol: Andrés Perelló Rodríguez, polític i advocat valencià.
- 7 de juliol - Barcelona: Marta Pérez i Sierra, escriptora catalana.[26]
- 18 d'agost - Lleida: Miquel Pueyo i París, alcalde de Lleida (2019-2023), professor universitari i escriptor.[27]
- 26 de juliol - Sant Celoni, Vallès Oriental: Santi Santamaria, cuiner català.
- 26 d'agost - Igualada: Lloll Bertran, actriu i cantant catalana.[28]
- 4 de setembre - Barcelona: Montserrat Candini i Puig, política catalana, alcaldessa de Calella, senadora i diputada (m. 2024).[29]
- 10 de setembre - Girona: Sílvia Manzana i Martínez, escriptora catalana.[30]
- 12 de setembre - Barcelonaː Àlex Susanna i Nadal, escriptor, professor i promotor cultural (m. 2024).
- 16 de setembre - Barcelona: Assumpta Serna, actriu i professora d'interpretació.[31]
- 21 de setembre - Buenos Aires: Mercè Arànega, actriu catalana de teatre, televisió i cinema.[32]
- 20 d'octubre - Vic: Quimi Portet, músic de rock català.[33]
- 30 d'octubre - Badalona: Joaquim Costa Puig, jugador de bàsquet català.[34]
- 7 de desembre - Sagunt, Camp de Morvedre: Alfons López Tena, jurista i polític valencià.[35]
- 4 de novembre - Figueres: Fàtima Bosch i Tubert, bioquímica catalana experta en l'estudi de la diabetis mellitus.[36]
- 15 de novembre: 
  - Barcelona: Paco Mir, actor, humorista, guionista i director de cinema català, integrant del Tricicle.
  - Perpinyà: Marie-Thérèse Sanchez-Schmid, política nord-catalana.[37]
- Cornellà de Llobregat, Baix Llobregat: Vicenç Badenes, periodista, activista social, un dels pioners d'Internet a Catalunya i impulsor de la democratització de les noves tecnologies com a eina de desenvolupament social. Va crear i dirigir el CitiLab de Cornellà
- Porreres: Bartomeu Barceló Ginard, escriptor.
- Sort - Xavier Gabriel i Lliset, empresari català, propietari de La Bruixa d'Or (m. 2023).

Resta del món
- 8 de gener, Rio de Janeiro: Rosaly Lopes, geòloga i astrònoma brasilera especialista en geologia planetària a la NASA.[38]
- 12 de gener, París: Virginie Thévenet, actriu, directora i guionista francesa.[39]
- 17 de gener, Nelson, Colúmbia Britànica: Nancy Argenta, soprano canadenca.[40]
- 22 de gener, Saragossa: Ana Santos Aramburo, bibliotecària espanyola, directora de la Biblioteca Nacional d'Espanya des de 2013.[41]
- 31 de gener, Whittier, Estats Units: Shirley Babashoff, nedadora nord-americana que destacà a la dècada del 1970.[42]
- 14 de febrer, Osorno: Marina Arrate Palma, psicòloga i poetessa
- 18 de febrer, North Myrtle Beach, Carolina del Sud, EUA: Vanna White, actriu i modelo Estatunidenc.
- 8 de març:
  - Lennestadt, Alemanya Occidental: Helga Schauerte-Maubouet, organista, concertista, musicòloga i editora franco-germànica.[43]
  - Xining (Xina): Zhao Leji, polític xinès[44]
- 9 de març:
  - Ivrea, Itàlia: Roberto Accornero, actor i actor de veu italià
- 10 de març: Ossama bin Laden, multimilionari saudita i un dels caps principals d'Al-Qaida.
- 20 de març -Atlanta, Estats Units: Spike Lee, guionista, director i productor de cinema estatunidenc.[45]
- 22 de març - Praga: Monika Zgustová, escriptora i traductora txeca.[46]
- 28 de març, Saragossa: Inés Ayala Sender, filòloga i política aragonesa, ha estat diputada al Parlament Europeu.[47]
- 30 de març, Moscou, Unió Soviètica: Ielena Kondakova, cosmonauta, primera dona a fer un vol espacial de llarga durada.[48]
- 8 d'abril, Riga: Sarmīte Ēlerte, periodista i política letona, que fou Ministra de Cultura de Letònia.[49]
- 9 d'abril: Seve Ballesteros, jugador de golf espanyol.
- 16 d'abril, Chicago: Essex Hemphill, poeta
- 19 d'abril, Bozen, Tirol del Sud: Lilli Gruber, periodista i política italiana.[50]
- 10 de maig, Londres: John Simon Ritchie, conegut com a Sid Vicious, cantant i baixista del grup Sex Pistols
- 13 de maig, Le Creusot: Claudie Haigneré, metgessa, política i astronauta francesa del CNES i de l'Agència Espacial Europea.[51]
- 15 de maig, Laudio, País Basc, Espanya: Juan José Ibarretxe, polític basc.
- 26 de maig, el Caire, Egipte: Alaa al-Aswany, dentista i escriptor egipci.
- 7 de juny, París: Fred Vargas, escriptora i arqueòloga francesa autora de novel·les policíaques d'èxit.[52]
- 9 de juny, Cabra, Còrdova: Carmen Calvo Poyato, política, jurista i professora espanyola, ha estat Ministra i Vicepresidenta d'Espanya.[53]
- 16 de juny, Lviv, Ucraïna: Aleksandra Marínina, escriptora i novel·lista russa, autora de moltes obres de ficció detectivesca.[54]
- 19 de juny, Enskede, Suècia: Anna Lindh, política sueca, que fou ministra d'Afers Exteriors (m. 2003).[55]
- 23 de juny, Chicago, Illinois: Frances McDormand, actriu estatunidenca que ha guanyat dos cops el Premi Oscar a la millor actriu.[56]
- 29 de juny, Madrid: Ouka Leele, nom artístic de Bárbara Allende Gil de Biedma, reconeguda fotògrafa espanyola.[57]
- 10 de juliol, Sant Sebastià, Guipúscoa: Luisa Etxenike, escriptora basca que escriu en castellà.[58]
- 17 de juliol, Toronto: Wendy Freedman, astrònoma canadenca-estatunidenca, coneguda per la mesura de la constant de Hubble.[59]
- 21 de juliol, Ruyigiː Marguerite Barankitse, militant humanitària burundesa.[60]
- 23 de juliol, La Haia, Països Baixos: Theo van Gogh, cineasta i escriptor neerlandès.
- 26 de juliol, Trad, Tailàndia: Araya Rasdjarmrearnsook, artista tai que fa escultures, instal·lacions i vídeos.[61]
- 1 d'agost, Prefectura de Saitama (Japó)ː Yoshio Kato, futbolista japonès.
- 3 d'agost, Spokane (Washington): Debra Magpie Earling, novel·lista, autora de narracions curtes ameríndia dels Estats Units.[62]
- 9 d'agost: Melanie Griffith, actriu americana.
- 11 d'agost: Gassin: Inès de la Fressange, model francesa dels anys 1980, musa de Chanel, dissenyadora i empresària.[63]
- 15 d'agost - Ljubljana: Željko Ivanek, actor eslovè.
- 21 d'agost, Estocolm: Karin Rehnqvist, compositora i directora sueca de música clàssica.[64]
- 1 de setembre, L'Havana, Cuba: Gloria Estefan, cantant, compositora i actriu cubana.[65]
- 21 d'octubre, Heidelberg (RFA): Wolfgang Ketterle, físic alemany, Premi Nobel de Física de l'any 2001.
- 1 de desembre, Corpus Christi (Texas): Patrick Bissell, ballarí estatunidenc.
- 10 de desembre, Rosario, Argentina: Claudio Lluán, compositor i contrabaix argentí.
- 12 de desembre, Trieste: Susanna Tamaro, escriptora i assistent de direcció cinematogràfica italiana.[66]
- 29 de desembre, Chicago, Illinois (EUA): Bruce Beutler, immunòleg i genecitista estatunidenc, Premi Nobel de Medicina o Fisiologia de l'any 2011.
- Pequín: Mao Yigang, pintor xinès.
- Madrid: Menchu Gutiérrez, escriptora i traductora espanyola.[67]

## Necrològiques
Països Catalans
- 24 de juliol - Sabadell: Francesc Izard i Bas, enginyer industrial català.
- 16 de setembre - Buenos Aires: Antoni Estruch i Bros, pintor historicista, famós per haver pintat els quadres Corpus de Sang i L'Onze de Setembre.[68]
- 29 de setembre - Mèxic: Maria Lluïsa Algarra, advocada –primera jutgessa espanyola– i autora teatral, exiliada a Mèxic (n. 1916).[69]
- 8 de novembre - Santiago de Xile: Francesc Trabal i Benessat, escriptor i periodista.
- 17 de novembre - Barcelona: Joaquim Serra, compositor, amb moltes sardanes considerades de gran qualitat (n. 1907).
- 20 de desembre - Barcelona: Clotilde Pascual i Fibla, pintora i escultora catalana (n. 1885).[70]

Resta del món
- 1 de gener, Huittinen: Bertha Enwald, arquitecta i professora de dibuix finlandesa (n. 1871).[71]
- 10 de gener, Hampstead (Nova York), EUA: Lucila Godoy Alcayaga, coneguda com a Gabriela Mistral, poetessa xilena, Premi Nobel de Literatura de 1945 (n. 1889).[72]
- 14 de gener, Los Angeles, EUA: Humphrey Bogart, actor nord-americà (n. 1899).
- 16 de gener: Arturo Toscanini, director d'orquestra italià (n. 1867).
- 2 de febrer, San Francisco, Estats Units: Julia Morgan, arquitecta, primera dona titulada en arquitectura al món (n. 1872).[73]
- 8 de febrer: 
  - John von Neumann, matemàtic hongarès (n. 1903).
  - Heidelberg (Alemanya): Walther Bothe, físic, químic i matemàtic alemany, Premi Nobel de Física de l'any 1954 (n. 1891).
- 23 de març, Tatra: Andrzej Wróblewski, pintor polonès figuratiu
- 29 de març, Estocolm: Naima Sahlbom, química sueca, mineralogista, i activista per la pau (n. 1871).[74]
- 29 d'abril, Suècia: : Olallo Morales Wilskman, músic
- 2 de maig, Bethesda (Maryland), EUA: Joseph McCarthy, polític estatunidenc (n. 1908).[75]
- 9 de maig, París, França: Hortense Bégué, escultora i il·lustradora francesa (n. 1890).[76]
- 14 de maig, Nogent-a-Marne, França: Marie Vassilieff, artista pintora i escultora russa, dissenyadora i decoradora teatral (n. 1884).[77]
- 17 de juny, Beckenham: Dorothy Richardson, novel·lista i periodista britànica (n. 1873).[78]
- 21 de juny, Traunstein (Baviera, Alemanya): Johannes Stark. físic alemany, Premi Nobel de Física de 1919 (n. 1874).[79]
- 31 de juliol, Viena: Helene Funke, pintora expressionista alemanya (n. 1869).[80]
- 5 d'agost: Heinrich Otto Wieland, químic alemany, Premi Nobel de química (n. 1877).[81]
- 16 d'agost: Falmouth, Massachusetts (EUA): Irving Langmuir, físic i químic estatunidenc, Premi Nobel de Química de 1932 (n.1881).[82]
- 20 de setembre, Järvenpää, Finlàndia: Jean Sibelius, compositor finlandès (n. 1865).[83]
- 26 d'octubre, Saint Louis, Missouri (EUA): Gerty Theresa Cori, bioquímica nord-americana d'origen txec, Premi Nobel de Medicina o Fisiologia de 1947 (n. 1893).
- 23 de novembre, Nova York: Elia Abu Madi, poeta estatunidenc d'origen libanès.
- 24 de novembre, ciutat de Mèxic, Mèxic: Diego Rivera, pintor mexicà (n. 1886).
- 29 de novembre, 
  - Hollywood, Califòrnia (EUA): Erich Wolfgang Korngold, compositor austríac (n. 1897).[84]
  - Sierra Maestra, Cuba: Ciro Redondo, Comandant de la Revolució Cubana (n. 1931).[85]
- 17 de desembre, Essex: Dorothy L. Sayers, escriptora, poeta i humanista anglesa (n. 1893).[86]
- Aleksandr Kononov, escriptor soviètic d'origen letó.